# Щуров, Анатолий Иванович
Анатолий Иванович Щуров — советский хозяйственный и государственный деятель, Герой Социалистического Труда.

## Биография
Родился в 1937 году в селе Васильевка. Член КПСС.
В 1954—1956 — рабочий совхоза «Терновский» Новохопёрского района Воронежской области.
В 1956—1959 — военнослужащий Советской Армии.
В 1959—1997 — тракторист, управляющий Лепехинским отделением, механизатор, звеньевой совхоза «Терновский» Новохопёрского района Воронежской области.
Указом Президиума Верховного Совета СССР от 13 марта 1981 года присвоено звание Героя Социалистического Труда с вручением ордена Ленина и золотой медали «Серп и Молот».
Делегат XXVI съезда КПСС.
Живёт в Воронеже.

## Награды и звания
- Герой Социалистического Труда (13.03.1981)
- Орден Ленина (23.12.1976; 13.03.1981)
- Орден Трудового Красного Знамени (11.12.1973)